# Ernodea serratifolia
Ernodea serratifolia är en måreväxtart som beskrevs av Donovan Stewart Correll. Ernodea serratifolia ingår i släktet Ernodea och familjen måreväxter.
Artens utbredningsområde är Bahamas. Inga underarter finns listade i Catalogue of Life.